# Heinrich Clasen
Heinrich Clasen (* 1. November 1887 in Husum; † 5. August 1969 in Rendsburg) war ein deutscher Verwaltungsjurist.

## Leben
Als Sohn eines Malermeisters besuchte Clasen die Husumer Gelehrtenschule. Von 1907 bis 1910 studierte er an der Georg-August-Universität Göttingen, der Ludwig-Maximilians-Universität München und der Christian-Albrechts-Universität zu Kiel Rechtswissenschaft. An der Universität Rostock wurde er 1912 magna cum laude zum Dr. iur. promoviert. Er wurde ehrenamtlicher Bürgermeister von Husum. Landrat war er ab 1920 im Kreis Husum und ab 1. Oktober 1932 im Kreis Husum-Eiderstedt. Zum 1. Oktober 1933 wurde er von der Nationalsozialisten abgesetzt. In der Nachkriegszeit in Deutschland war er von 1948 bis 1952 Präsident des Schleswig-Holsteinischen Landesrechnungshofs. Mit seinem Freund Ludwig Nissen hatte er die Nissenstiftung Husum auf den Weg gebracht. Er war Vorsitzender des Kuratoriums. Er war Mitglied der Husumer Freimaurerloge Zur Bruderliebe an der Nordsee.

## Ehrungen
- Verdienstorden der Bundesrepublik Deutschland, Großes Verdienstkreuz (1952)
- Ehrenbürger von Husum (1957)[4]
- Lornsen-Kette (1963)
- Großes Bundesverdienstkreuz mit Stern